# Lesnický skanzen Vydrovo
Lesnický skanzen Vydrovo je lesnické muzeum v přírodě, situované ve Vydrovské dolině u Čierného Balogu. Skanzen byl založen v roce 2002 a zřizovatelem byl státní podnik Lesy SR. Vedle cca 4 km dlouhé naučné stezky se nachází 86 zastávek, prezentujících historii, pěstování, ochranu a význam lesa, jeho životadárné funkce a krásy, ale i práci lesníků, kteří ho chrání a využívají.

## Poloha a přístup
Expozice se nachází v centrální části Veporských vrchů, na jižním okraji obce Čierny Balog v okrese Brezno. Skanzen je situován ve Vydrovské dolině, kde se vedle cesty a Vydrovského potoka táhne naučná stezka. Jedinečný přístup zajišťuje jedna z větví Čiernohronské železnice, která má v areálu skanzenu dvě zastávky. Poloha u hlavní silnice z Brezna na Hriňovou zajišťuje pohodlný a snadný přístup i pro motoristy, kteří mohou využít parkoviště u hlavní budovy. Skanzen je přístupný v létě i v zimě.

## Popis
Návštěvníkům nabízí odpočinek, poučení a zábavu prostřednictvím exponátů kolem více než 4 km dlouhé naučné stezky. Vystavené exponáty se vážou na práci lesních dělníků a tak nechybí hájovna, kaple, dočasné příbytky a přístřešky, maringotky, mechanismy a zařízení využívané při těžbě dřeva, parní lokomotiva se soupravou vagónů, ale i vodní pila, lesní školka a edukační centrum. Správa skanzenu se nachází u vchodu do areálu, kde je zastávka železničky a parkoviště, ale také občerstvení, infocentrum s prodejem suvenýrů, amfiteátr a dětské hřiště. Zastávky obsahují informační tabule ve slovenském a anglickém jazyce a znalosti prověřují naučné tabulky s hádankami. 

## Galerie

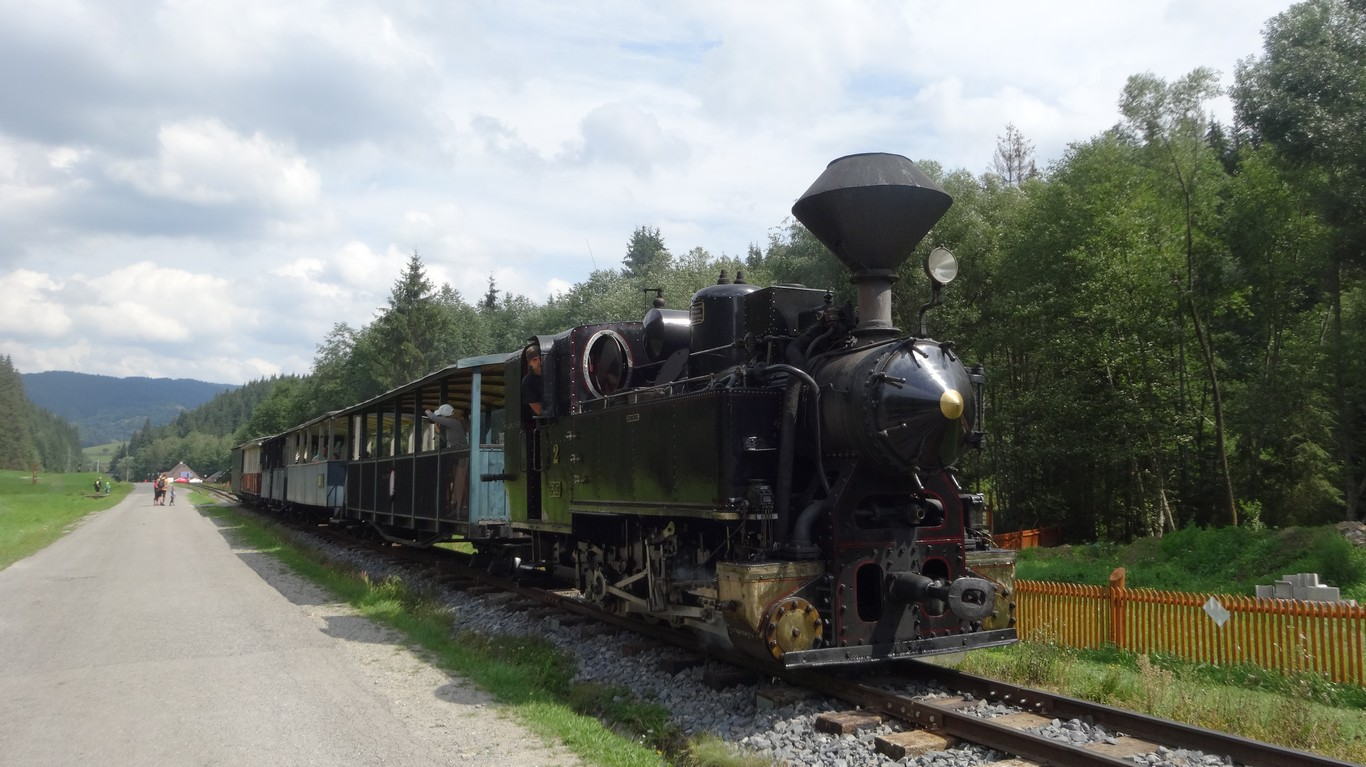
Souprava ČHŽ
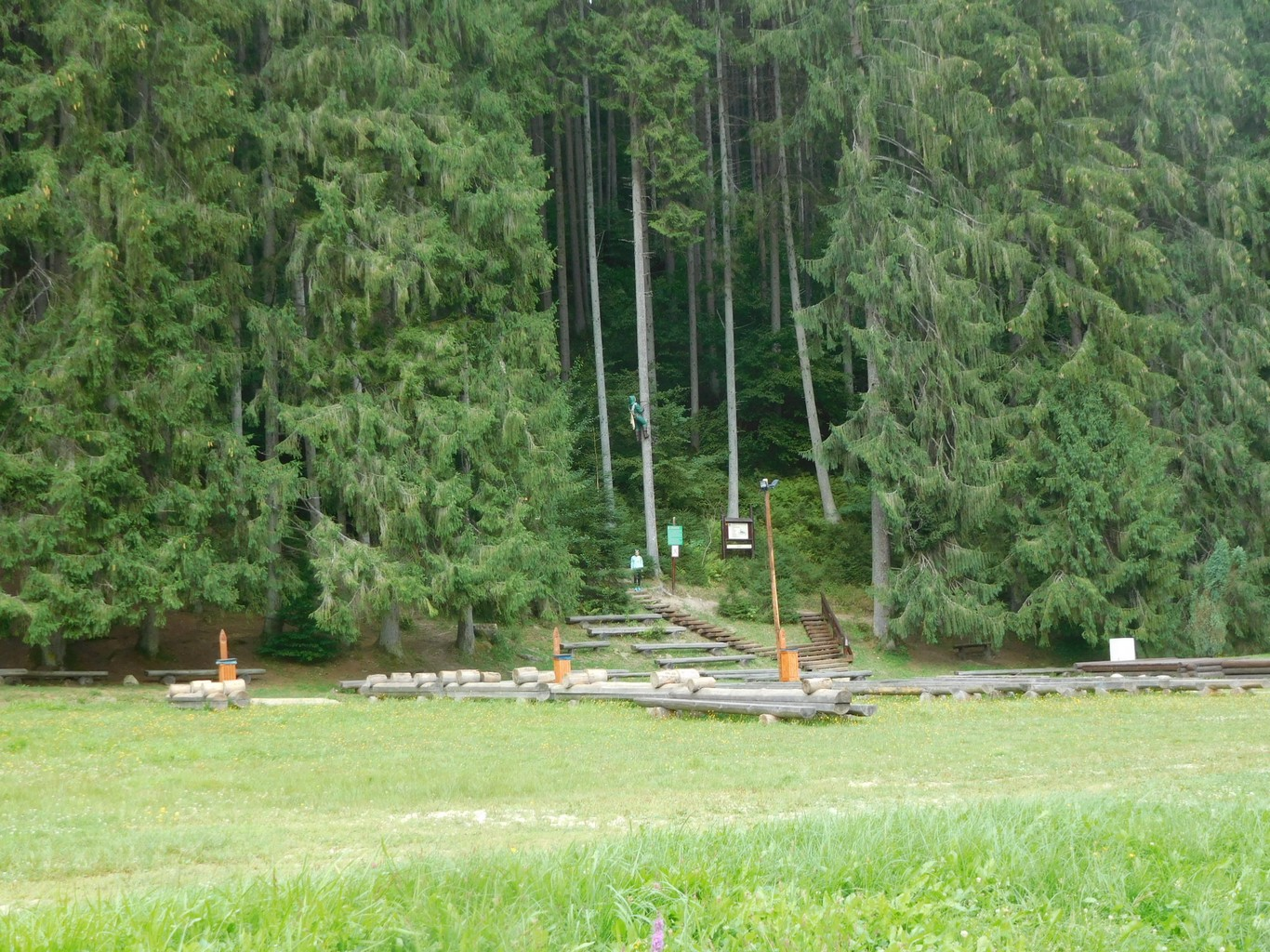
Exponáty a amfiteátr  v skanzenu
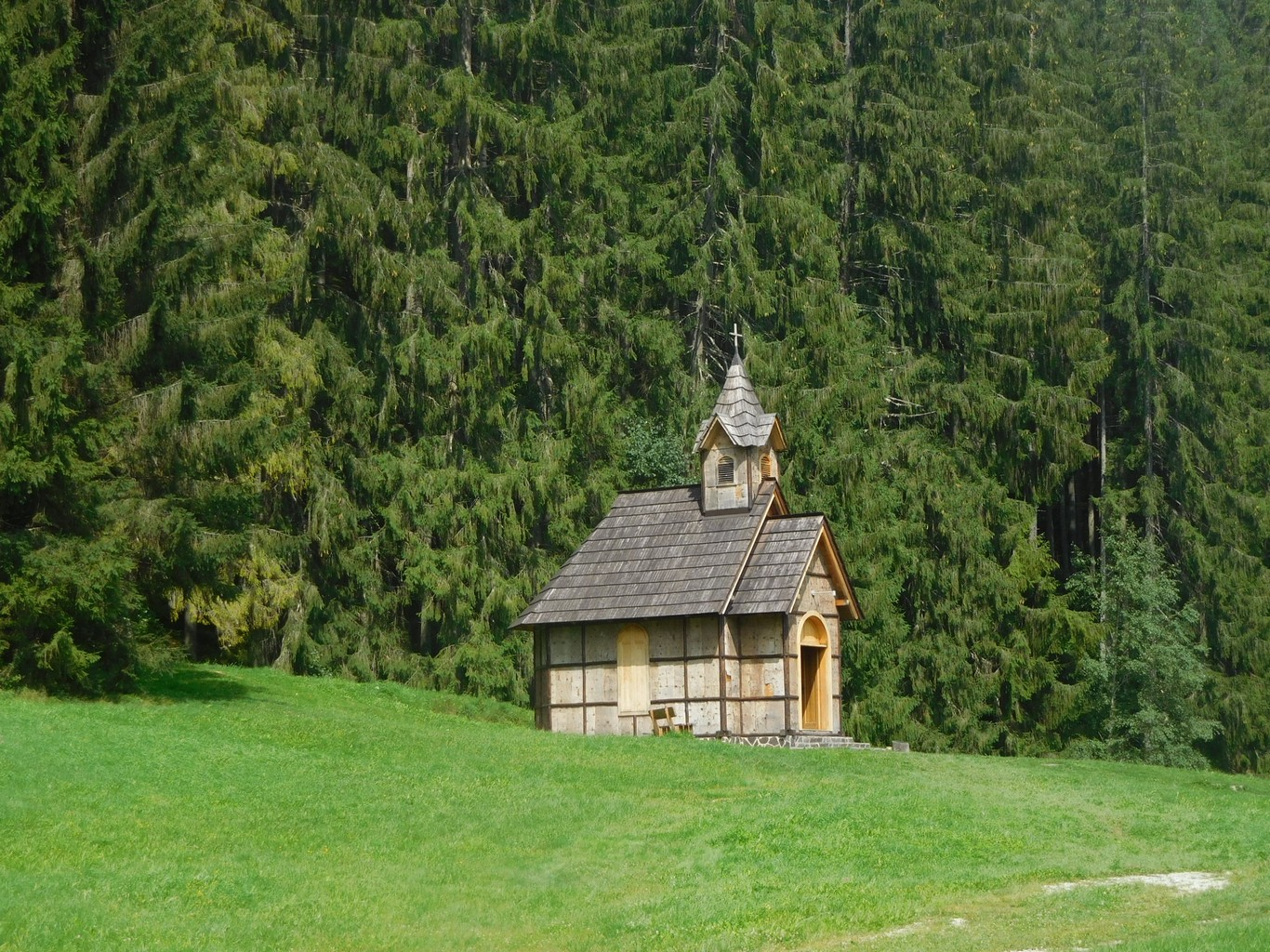
Kaplička jako součást skanzenu
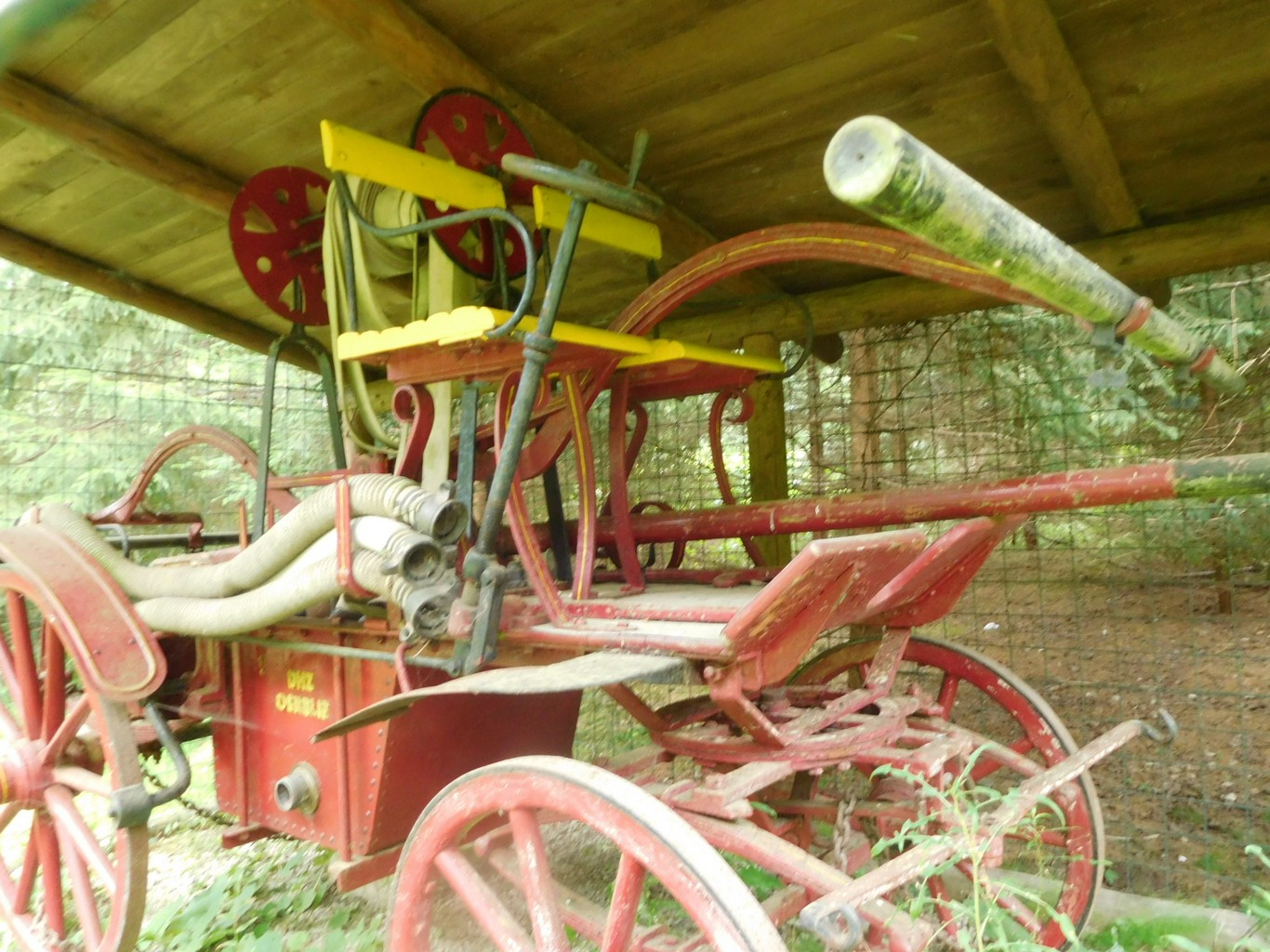
Hasičský vůz jako exponát
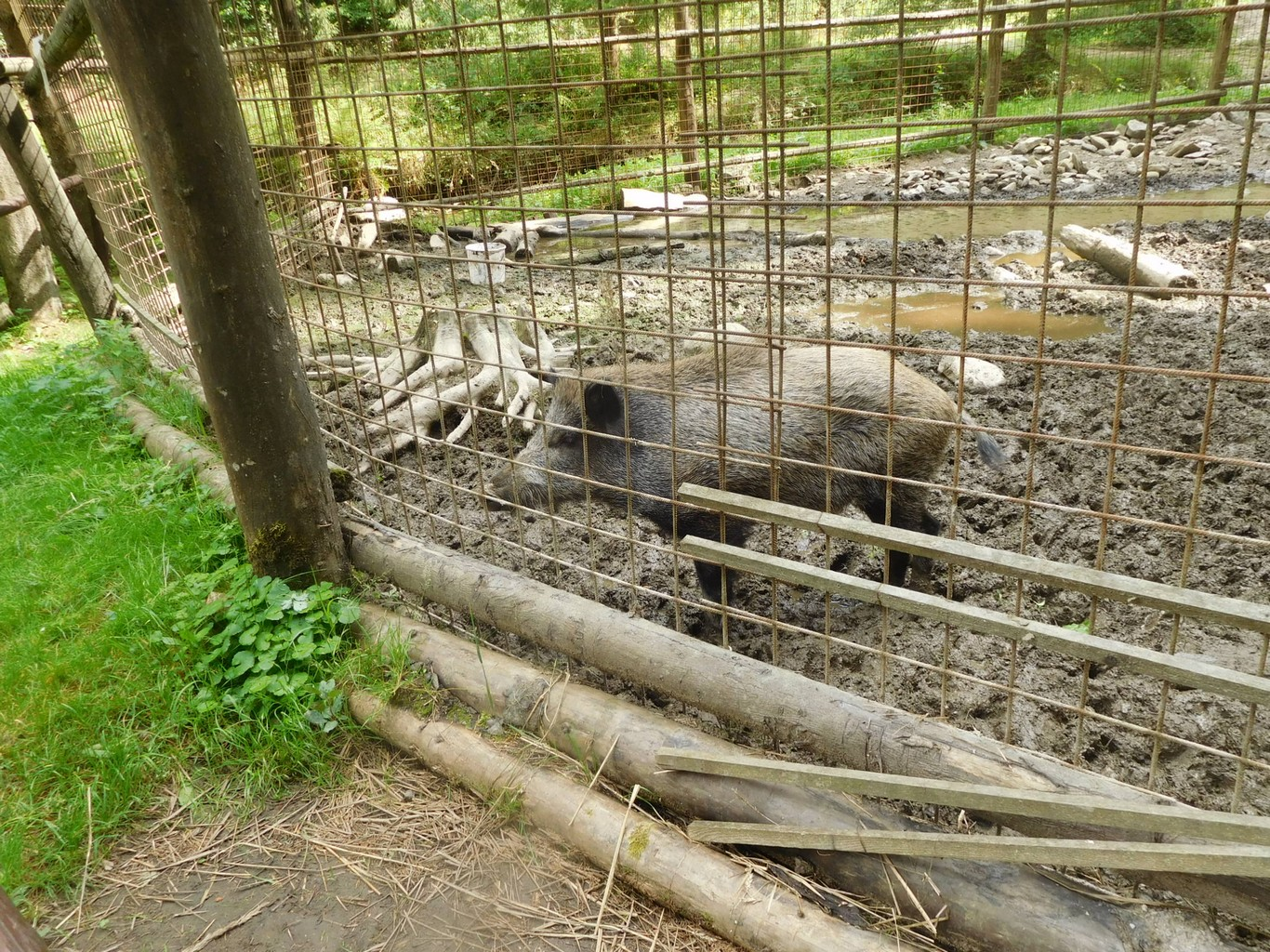
Živý exponát
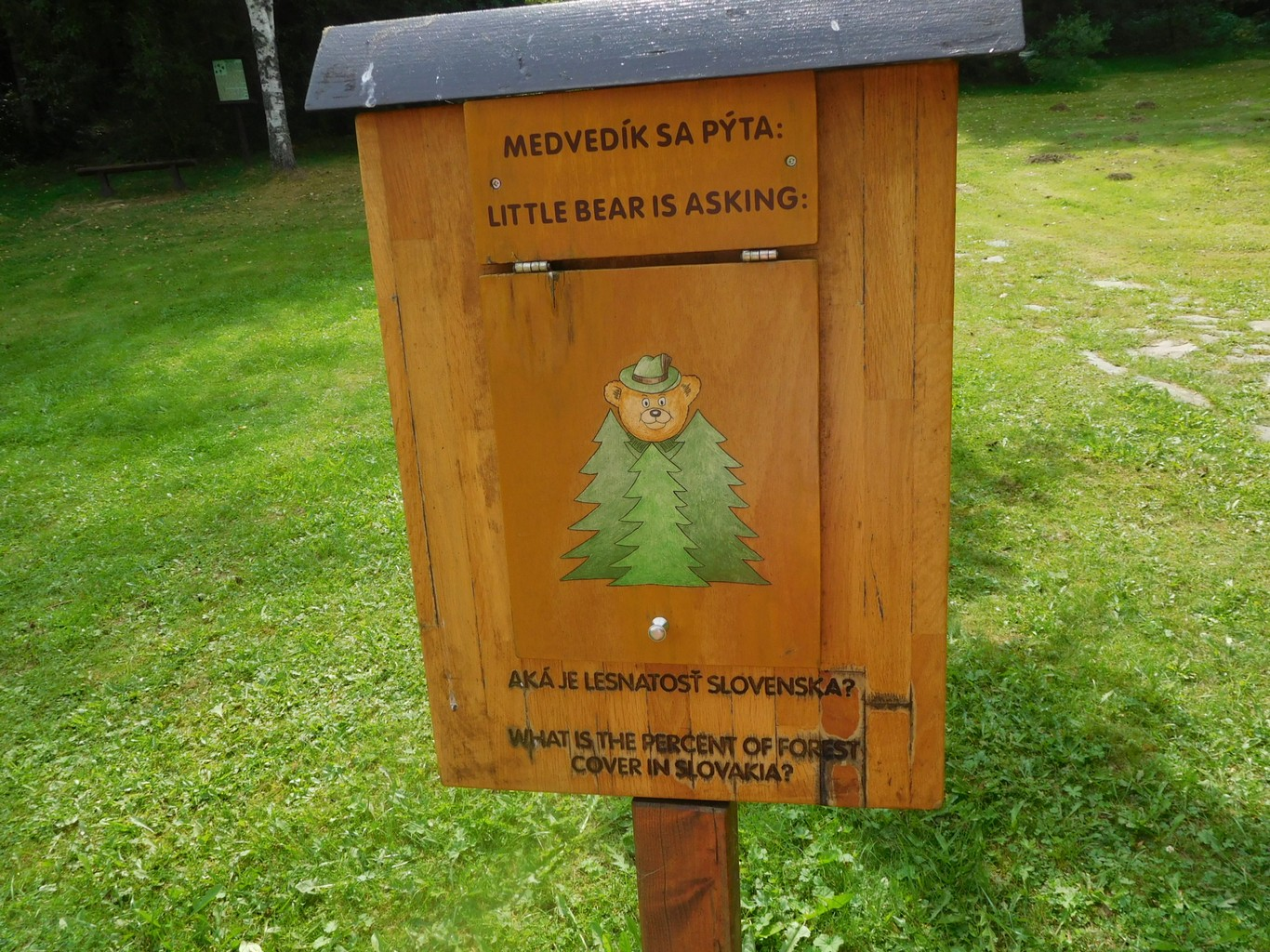
Naučná tabulka